# Рудники Набу/Вунамолі
Рудники Набу/Вунамолі — колишні гірничодобувні майданчики в Меланезії, в державі Фіджі.
На заході острова Віті-Леву присутня зона марганцевого зруднення, яка представлена численними (хоча й дрібними) родовищами. У другій половині XX століття тут вели розробку семи об'єктів, найбільшими з яких стали:
- Набу, роботи на якому стартували в 1951 році та в підсумку призвели до вилучення 84 тисяч тонн руди зі вмістом марганцю 55 %;
- Вунамолі (за шість кілометрів на схід від Набу), де роботи почались в 1955 році та в підсумку призвели до вилучення 34,5 тисячі тонн руди зі вмістом марганцю 55—56 %.
Роботи велись відкритим способом, оскільки руда залягає у приповерхневому шарі.
Є відомості, що щонайменше рудник Набу діяв для компанії Beta Ltd (можливо відзначити, що вона ж розробляла на заході Віті-Леву залізорудне родовище Туверікі). Також стосунок до діяльності мала австралійська компанія Consolidated Goldfiels, яка в 1969-му повідомляла, що вдалось укласти угоду про експорт з Фіджі до Японії 8 тисяч тонн концентрату, після чого на складах залишилось би лише 4 тисячі тонн.
У 1971 році розробка Набу та Вунамолі припинилась через низькі ціни, які не дозволяли забезпечити економічну рентабельність.
У 2012-му компанія Oak Mines Limited оголосила про план відновлення старого рудника Набу, втім, наразі повідомлень про реалізацію цього проєкту не надходило.